# Этнополитический конфликт
Этнополитический конфликт — одна из форм этнических конфликтов, которая связана с политизацией этнической общности.
А. Р. Аклаев в своей работе «Этнополитическая конфликтология» дает более развернутое определение:

Этнополитические конфликты представляют собой столкновение субъектов политики в их стремлении реализовать свои интересы и ценности, связанные с достижением или перераспределением политической власти, определением её символов, а также группового политического статуса и приоритетов государственной политики, в которых этнические различия становятся принципом политической мобилизации, и по крайней мере одним из субъектов является этническая группа
Как правило, этнополитические конфликты развиваются вокруг групповых интересов, затрагивающих апелляцию к несправедливости в отношении к этносу как к группе. Среди таких интересов обычно выступают политическая автономия, увеличение финансирования из госбюджета, этническая квота в органах государственной власти.

## Структура
По своей структуре этнополитические конфликты сходны в целом с социально-политическими конфликтами, но имеют ряд особенностей:
- этничность может выступать «камуфляжем» политической борьбы в элитных кругах государства[2];
- этнополитические конфликты чаще всего имеют статусную природу и ведутся вокруг статуса той или иной этнической группы;
- такие конфликты не столько конфликты интересов, сколько конфликты идентичностей (новые участники конфликта примыкают к той или иной стороне чаще из-за общей идентичности, нежели из близости позиций по конфликтному вопросу);
- этнополитические конфликты из-за повышенной эмоциональности обретают высокую степень иррациональности;
- для них характерно доминирование деструктивного начала над конструктивным;
- как правило, этнополитические конфликты многофакторны (причины могут крыться не в ущемлении прав меньшинства, а в неудовлетворённости экономическим развитием региона компактного проживания)[3].

## Наиболее значимые этнополитические конфликты XX и XXI века

### Ближний Восток
- Турецко-курдский конфликт
- Арабо-израильский конфликт

### Европа
- Конфликт в Северной Ирландии
- Приднестровский конфликт
- Молдавско-гагаузский конфликт
- Турецкое вторжение на Кипр
- Боснийская война, война в Хорватии, хорватско-боснийский конфликт
- Косовская война, конфликт в Прешевской долине
- Конфликт в Македонии
- Аннексия Крыма Россией
- Российско-украинский конфликт в Донбассе

#### Закавказье
- Грузино-южноосетинский конфликт
- Грузино-абхазский конфликт
- Карабахский конфликт

#### Северный Кавказ
- Чеченский конфликт
- Осетино-ингушский конфликт